# Ragnar Lodbrok
Ragnar Lodbrok či Lothbrok (staroseversky Ragnarr Loðbrók) byl legendární vikinský vůdce a hrdina staré severské poezie a ság z vikinské doby. Podle starobylé literatury podnikl nájezdy na franskou říši a anglosaskou Anglii během 9. století. Lodbrok byl za svůj život třikrát ženatý, poprvé se štítonoškou Lagerthou, podruhé s Þóra Borgarhjǫrtr a následně s norskou královnou Aslaug. Podle pověsti byl zajat northumbrijským králem Ællou a následně popraven vhozením do jámy s hady.